# STCC 2013
La stagione 2013 dello Scandinavian Touring Car Championship è stata la quarta edizione del campionato e la prima dalla fusione con TTA – Racing Elite League. È iniziata il 10 maggio al Ring Knutstorp ed è terminata il 20 settembre a Mantorp Park.

## Piloti e scuderie
| Scuderia                   | Vettura         | #  | Pilota                 | Gare   |
| -------------------------- | --------------- | -- | ---------------------- | ------ |
| Brovallen Design           | Citroën C5 TTA  | 2  | Andreas Wernerson      | 8      |
| Brovallen Design           | Citroën C5 TTA  | 8  | Alx Danielsson         | 6-7    |
| Brovallen Design           | Citroën C5 TTA  | 9  | Niclas Olsson          | 1-4    |
| Brovallen Design           | Citroën C5 TTA  | 10 | Jocke Mangs            | 1-8    |
| Brovallen Design           | Citroën C5 TTA  | 86 | Fredrik Magnusson      | 5      |
| Team Tidö                  | Saab 9-3 TTA    | 3  | Roar Lindland          | 1-6    |
| Team Tidö                  | Saab 9-3 TTA    | 7  | Roger Samuelsson       | 7-8    |
| BMW Dealer Team            | BMW SR TTA      | 4  | Fredrik Larsson        | 1-8    |
| BMW Dealer Team            | BMW SR TTA      | 5  | Richard Göransson      | 1-8    |
| WestCoast Racing           | BMW SR TTA      | 6  | Robin Rudholm          | 1-4, 8 |
| Xlander Racing WCR         | BMW SR TTA      | 16 | Philip Forsman         | 8      |
| Volvo Polestar Racing      | Volvo S60 TTA   | 11 | Fredrik Ekblom         | 1-8    |
| Volvo Polestar Racing      | Volvo S60 TTA   | 12 | Thed Björk             | 1-8    |
| Volvo Polestar             | Volvo S60 TTA   | 13 | Carl Philip Bernadotte | 1-8    |
| Volvo Polestar Performance | Volvo S60 TTA   | 14 | Robert Dahlgren        | 1-8    |
| Volvo Polestar Performance | Volvo S60 TTA   | 15 | Linus Ohlsson          | 1-8    |
| Engström Motorsport        | Honda Civic TTA | 17 | Tomas Engström         | 1-8    |
| Dacia Dealer Team          | Dacia SE TTA    | 20 | Mattias Andersson      | 1-8    |
| PWR Racing                 | Saab 9-3 TTA    | 37 | Daniel Haglöf          | 1-8    |
| Picko Troberg Racing       | Saab 9-3 TTA    | 69 | Alexander Graff        | 1-7    |
| Picko Troberg Racing       | Saab 9-3 TTA    | 89 | Daniel Roos            | 8      |

## Risultati e classifiche

### Gare
| Gara | Circuito                                  | Pole position     | Giro veloce                       | Pilota vincitore  | Team vincitore             |
| ---- | ----------------------------------------- | ----------------- | --------------------------------- | ----------------- | -------------------------- |
| 1    | Ring Knutstorp                            | Fredrik Larsson   | Richard Göransson                 | Richard Göransson | BMW Dealer Team            |
| 2    | Ring Knutstorp                            | Richard Göransson | Richard Göransson                 | Thed Björk        | Volvo Polestar Racing      |
| 3    | Solvalla                                  | Thed Björk        | Richard Göransson                 | Thed Björk        | Volvo Polestar Racing      |
| 4    | Göteborg City Arena                       | Richard Göransson | Thed Björk                        | Thed Björk        | Volvo Polestar Racing      |
| 5    | Falkenbergs Motorbana                     | Fredrik Larsson   | Fredrik Ekblom                    | Thed Björk        | Volvo Polestar Racing      |
| 6    | Falkenbergs Motorbana                     | Linus Ohlsson     | Linus Ohlsson                     | Linus Ohlsson     | Volvo Polestar Performance |
| 7    | Aeroporto Internazionale di Åre Östersund | Thed Björk        | Robert Dahlgren                   | Thed Björk        | Volvo Polestar Racing      |
| 8    | Karlskoga Motorstadion                    | Thed Björk        | Thed Björk                        | Thed Björk        | Volvo Polestar Racing      |
| 9    | Karlskoga Motorstadion                    | Thed Björk        | Fredrik Ekblom                    | Thed Björk        | Volvo Polestar Racing      |
| 10   | Tierp Arena                               | Thed Björk        | Richard Göransson Fredrik Larsson | Richard Göransson | BMW Dealer Team            |
| 11   | Mantorp Park                              | Linus Ohlsson     | Robin Rudholm                     | Linus Ohlsson     | Volvo Polestar Performance |
| 12   | Mantorp Park                              | Robert Dahlgren   | Richard Göransson                 | Thed Björk        | Volvo Polestar Racing      |

### Classifiche

#### Classifica piloti
| Pos. | Pilota                 | KNU | KNU | SOL | GÖT | FAL | FAL | ÖST | KAR | KAR | TIE | MAN | MAN | Punti |
| ---- | ---------------------- | --- | --- | --- | --- | --- | --- | --- | --- | --- | --- | --- | --- | ----- |
| 1    | Thed Björk             | 4   | 1   | 1   | 1   | 1   | 14† | 1   | 1   | 1   | 3   | 4   | 1   | 258   |
| 2    | Richard Göransson      | 1   | 2   | 5   | 4   | 4   | 4   | 5   | 5   | 3   | 1   | Rit | 9   | 161   |
| 3    | Robert Dahlgren        | 2   | 4   | 2   | 2   | 12  | 5   | 2   | 2   | 6   | Rit | 5   | 2   | 160   |
| 4    | Linus Ohlsson          | 5   | 5   | 4   | 11  | 11  | 1   | 3   | 3   | Rit | 5   | 1   | 4   | 146   |
| 5    | Fredrik Ekblom         | 6   | 6   | 3   | 9   | 2   | 3   | 4   | 4   | 2   | 6   | 2   | Rit | 140   |
| 6    | Fredrik Larsson        | 3   | 3   | SQ  | 6   | Rit | 2   | Rit | 6   | 4   | 2   | 11  | 14† | 105   |
| 7    | Jocke Mangs            | 8   | 8   | Rit | 8   | 5   | 7   | 6   | 8   | Rit | 7   | 3   | 3   | 78    |
| 8    | Mattias Andersson      | 10  | 12  | 8   | 5   | 6   | 6   | Rit | 7   | 5   | 8   | 8   | 5   | 65    |
| 9    | Daniel Haglöf          | 9   | 9   | 6   | 7   | 3   | 8   | 7   | 9   | 9   | 4   | 12  | 8   | 63    |
| 10   | Robin Rudholm          | 7   | 7   | Rit | 3   | 10  | 9   |     |     |     |     | 7   | 11  | 36    |
| 11   | Tomas Engström         | 15  | 13  | 10  | Rit | 9   | 13  | Rit | 10  | 7   | NC  | 6   | Rit | 18    |
| 12   | Andreas Wernersson     |     |     |     |     |     |     |     |     |     |     | 9   | 6   | 10    |
| 13   | Roar Lindland          | 11  | Rit | 7   | 14† | 14† | 12  | 8   | 11  | Rit |     |     |     | 10    |
| 14   | Carl Philip Bernadotte | 13  | 14  | NP  | 10  | 7   | 10  | 11  | 12  | Rit | 10  | 13  | 10  | 10    |
| 15   | Alexander Graff        | 14  | 11  | Rit | 12  | 8   | 15† | 9   | Rit | Rit | 9   |     |     | 8     |
| 16   | Philip Forsman         |     |     |     |     |     |     |     |     |     |     | 10  | 7   | 7     |
| 17   | Alx Danielsson         |     |     |     |     |     |     |     | Rit | 8   | Rit |     |     | 4     |
| 18   | Niclas Olsson          | 12  | 10  | 9   | 13† | 13  | 11  |     |     |     |     |     |     | 3     |
| 19   | Fredrik Magnusson      |     |     |     |     |     |     | 10  |     |     |     |     |     | 1     |
| -    | Roger Samuelsson       |     |     |     |     |     |     |     |     |     | 11  | 15  | 13  | 0     |
| -    | Daniel Roos            |     |     |     |     |     |     |     |     |     |     | 14  | 12  | 0     |
| Pos. | Pilota                 | KNU | KNU | SOL | GÖT | FAL | FAL | ÖST | KAR | KAR | TIE | MAN | MAN | Punti |

| Colore  | Risultato             |
| ------- | --------------------- |
| Oro     | Vincitore             |
| Argento | 2º posto              |
| Bronzo  | 3º posto              |
| Verde   | Finito a punti        |
| Blu     | Finito senza punti    |
| Viola   | Ritirato (Rit)        |
| Viola   | Non classificato (NC) |
| Rosso   | Non qualificato (NQ)  |
| Nero    | Squalificato (SQ)     |
| Bianco  | Non partito (NP)      |
| Bianco  | Non ha gareggiato     |
| Bianco  | Infortunato (INF)     |
| Bianco  | Escluso (ES)          |
| Bianco  | Gara cancellata (C)   |